# Petrivske, Vîșhorod
Petrivske (în ucraineană Петрівське) este un sat în comuna Tolokun din raionul Vîșhorod, regiunea Kiev, Ucraina.

## Demografie
Componența lingvistică a localității Petrivske
     Ucraineană (98,35%)
     Rusă (1,65%)
Conform recensământului din 2001, majoritatea populației localității Petrivske era vorbitoare de ucraineană (98,35%), existând în minoritate și vorbitori de rusă (1,65%).

## Galerie

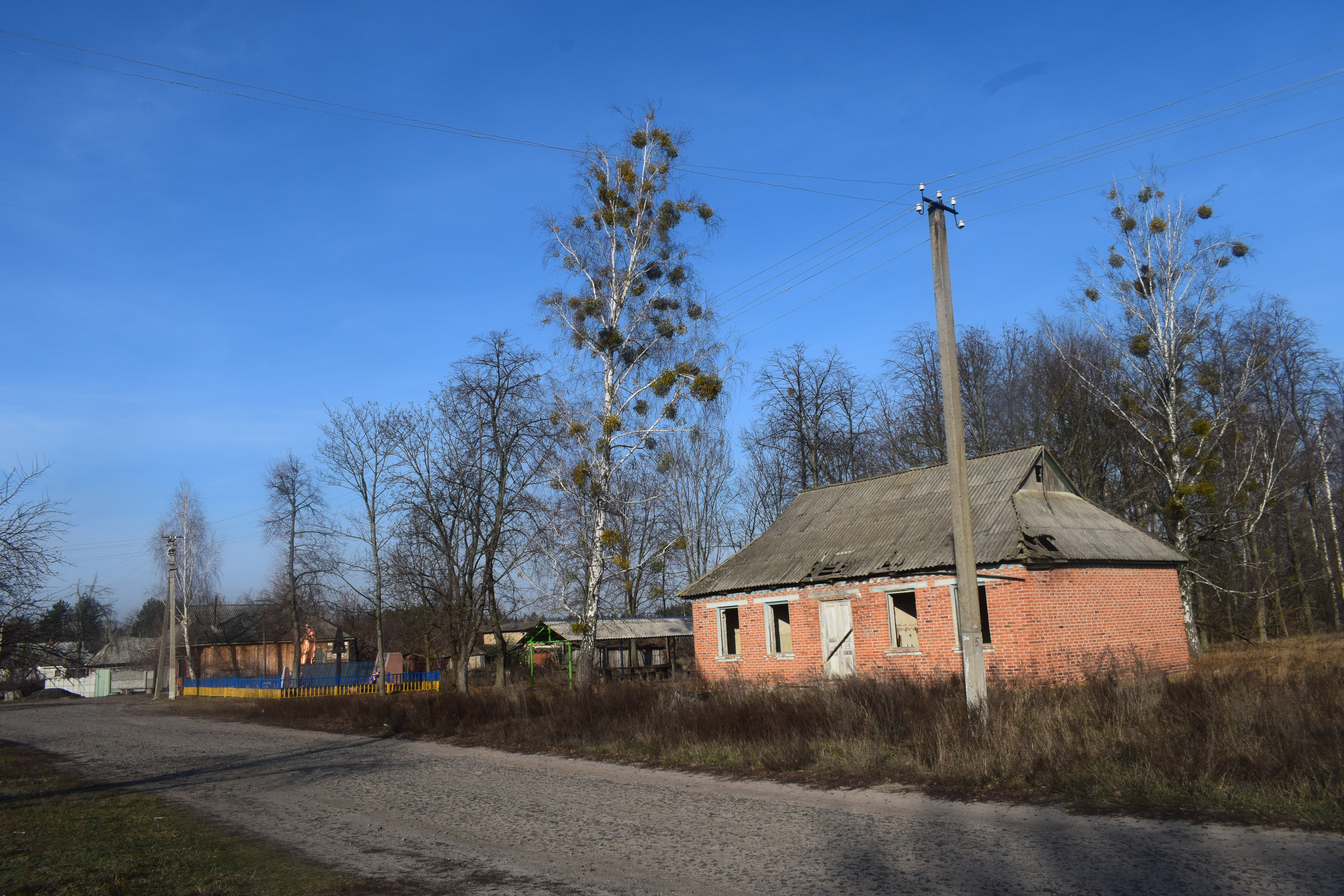
strada Lva R.F.
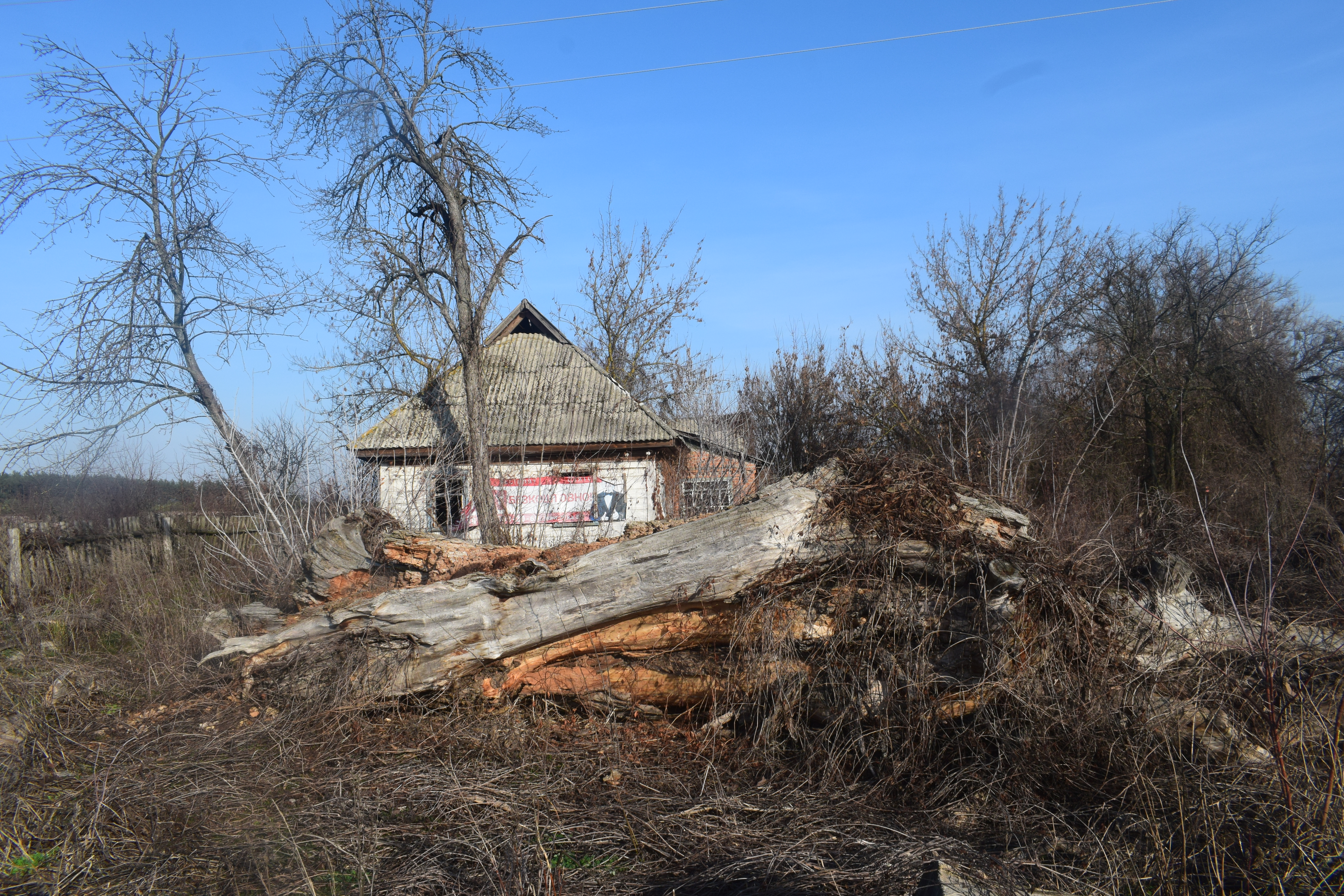
Casă abandonată
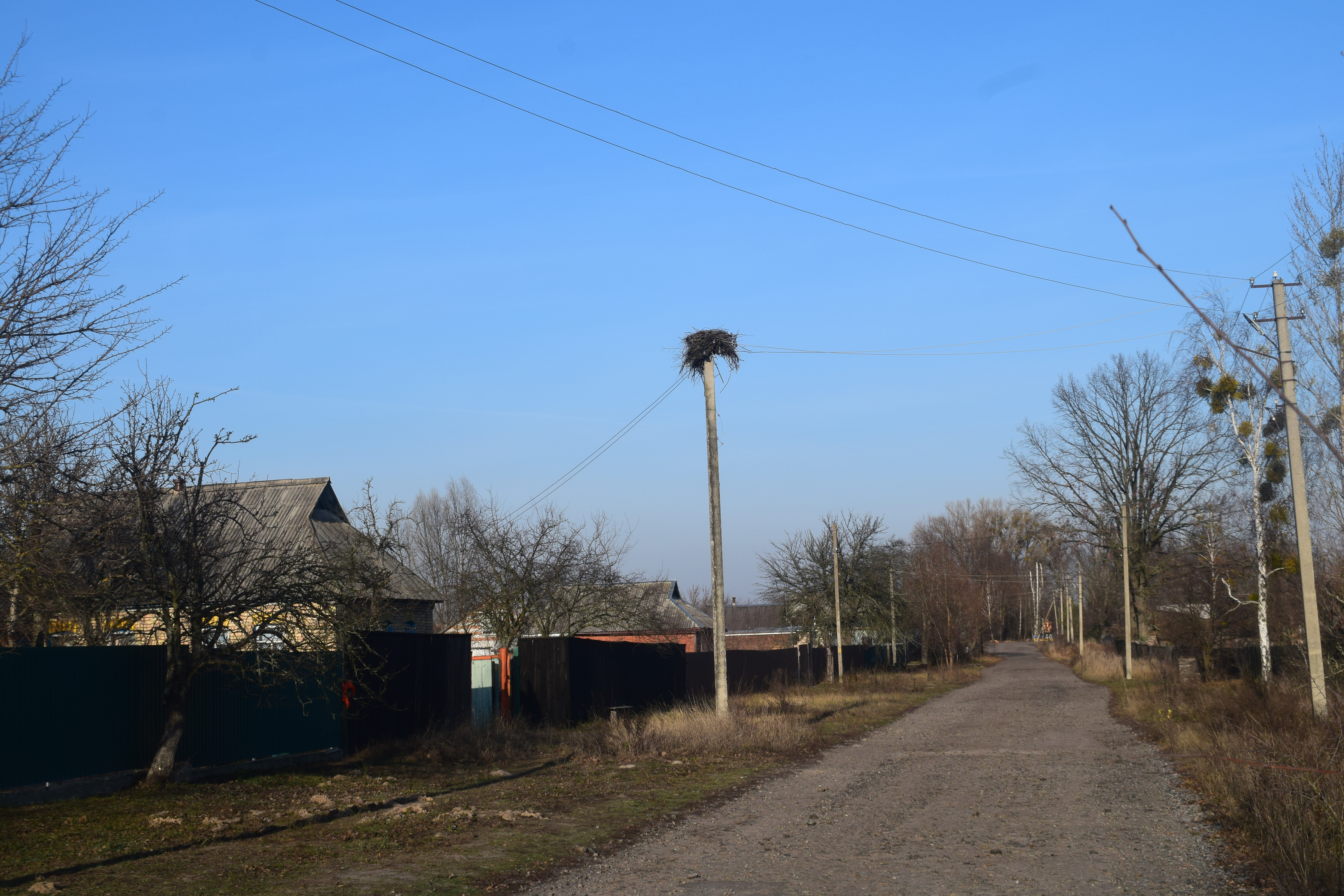
strada Nazimova M.G.
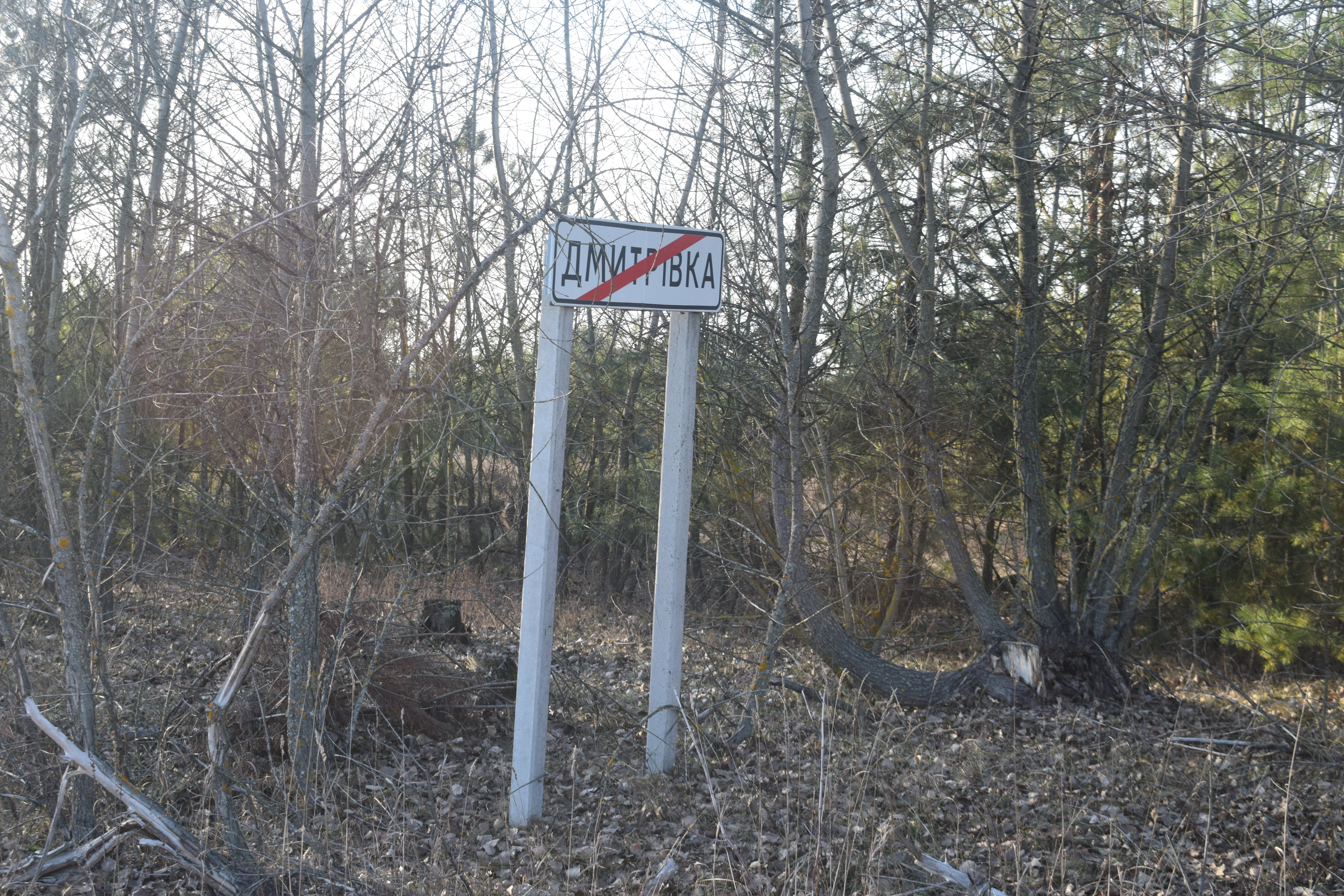
strada Nazimova M.G. Sfârșitul satului
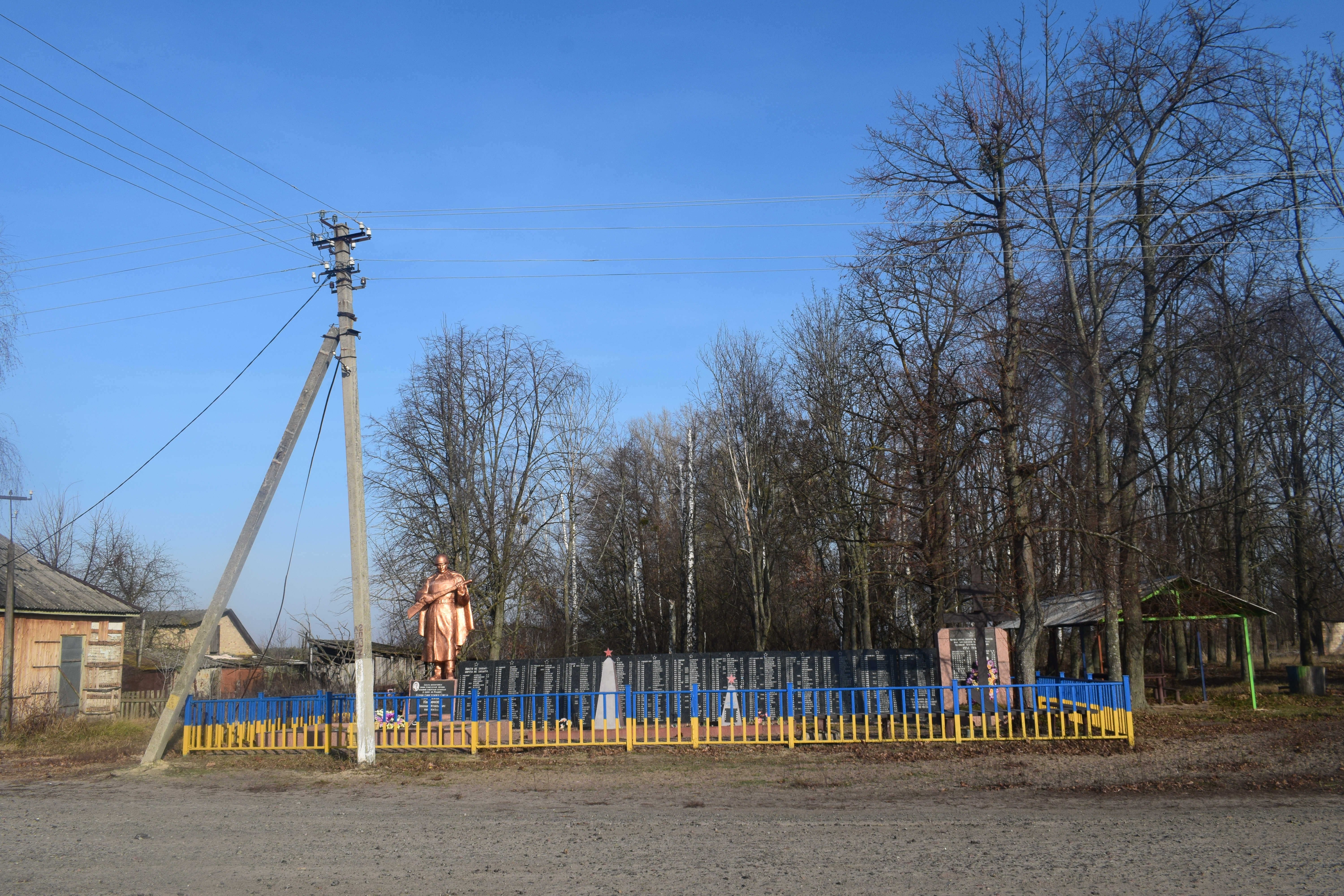
Mormânt comun al soldaților sovietici, unde sunt îngropați Eroii Uniunii Sovietice LVA R.F., Nazymova M.G.